# Зокум
Зокум, Лян, Олеандър (Nerium oleander) е род вечнозелени многогодишни храсти и дървета от семейство Тойнови. Съществуват три вида. Срещат се в Средиземноморието и субтропична Азия. В България се отглежда обикновен зокум, който е отровен – съдържа токсичен глюкозид, близък до строфанина. Отглежда се като декоративно цвете, с красиви червени, бели, жълти и розови ароматни цветове. Използва се в медицината при сърдечно-съдови проблеми. Широко се използва по света за украса на градини и паркове. Цъфти през лятото.

## Описание
Олеандърът достига от 2 до 6 m височина, с прави стебла, които се разтварят навън в процеса на растеж. През първата си година стеблата са зелени, след което се покриват с кафява кора. Листата са тъмно зелени по двойки или по тройки, дебели и гладки, с издължена и тясна елипсовидна форма, от 5 до 21 cm дължина и 1 – 3.5 cm широчина. Цветовете израстват от края на всеки клон и образуват цветни струпвания в бяло, жълто, оранжево, розово, червено и лилаво с диаметър 2,5 – 5 cm. Те са най-често със сладък аромат, но не винаги миришат. Плодът е издължена и тясна капсула с дължина 5 – 23 cm, която се разтваря след като узрее и отделя множество мъхести семена.

## Среда и разпространение
Олеандърът произхожда или се култивира от Мавритания, Мароко и Португалия, на изток през Средиземноморския район и Сахара (където се среща спорадично), до Арабския полуостров, южна Азия и някои части на южен Китай. Най-често се среща край сухи корита на реки и потоци. Олеандърът се отглежда и в субтропични и тропични райони на света.

## Екология
Известно е, че някои безгръбначни не се влияят от токсините на олеандъра и могат да се хранят с него. Гъсениците на Олеандровия молец (Syntomeida epilais) се хранят специфично с олеандър, консумирайки зелената маса около жилките на листото, избягвайки самите жилки. Ларвите на обикновената многоцветница (Euploea core) също се хранят с олеандър, като задържат или модифицират неговите токсини. Това ги прави отблъскващи на вкус за някои потенциални техни хищници, например птици, но не и за други безгръбначни като оси или паяци.
Цветовете се нуждаят от насекоми, за да се опрашват и да произвеждат семена. Те не съдържат нектар, а привличат единствено с наситения си цвят и аромат. Сравнително малко насекоми посещават олеандъра. Съществува непотвърден страх от замърсяване на пчелния мед с отровните токсини на олеандъра.

## Ландшафтна архитектура
Олеандърът вирее добре в топъл субтропичен климат, където масово се използва за орнаментално градинарство в паркове и край пътища. Често служи за преграда между различни платна или бариера между пътищата и жилищните зони. Олеандърът издържа на суша и студ до -10 °C. Широката му употреба в ландшафната архитектура се дължи на лесната му поддръжка и издръжливостта му.

## Токсичност
Исторически, олеандърът е считан за отровно растение. Някои от съставките му са токсични и могат да бъдат отровни, особено за животни, когато са консумирани в големи количества. Между тези съставки са карденолидите олеандрин и олеандригенин – сърдечни гликозиди, популярни и с терапевтичните си свойства, които са токсични, ако се консумират директно.
Цялото растение включително сока са токсични и могат да предизвикат враждебна реакция. Олеандърът може да съхрани токсичността си дори след като изсъхне. Поглъщането може да предизвика едновременно гастрочревни и сърдечни негативни ефекти. Реакцията от отравяне може да въздейства на централната нервна система. Смята се, че едно листо може да се окаже смъртоносно за дете или пеленаче. Сокът на олеандъра може да предизвика кожно дразнение, тежки очни възпаления и алергични реакции характеризирани с дерматити.
Изследвания показват, че екстрактът от олеандър засяга сравнително слабо животни като гризачи и птици, които са почти нечувствителни към сърдечен гликозид (карденолид). Други бозайници, обаче, като кучета и хора, са по-чувствителни към ефектите на сърдечен гликозид и клиничните изражения на приемането му.
Въпреки общоприетото схващане, че олеандърът е силно отровен, са известни много малко случаи на хора, отровени с олеандър. Американската система за наблюдение на токсичните отравяния отчита 847 души постъпили в центрове по отравяне през 2002. В периода 1995 – 2005 година има общо три смъртни случая в САЩ. Единият е на диабетик, който е консумирал листа от олеандър. Кръвта му е съдържала концентрация на сърдечен гликозид от около 20 μg/л, което е много над допустимите норми. Вторият смъртен случай е на жена, която е приела „екстракт от олеандър“ орално и ректално, като нивата на олеандрин в кръвта ѝ са били от 10 до 39 μg/ г. Третият смъртен случай е на жена, която е консумирала чай от олеандър.
В преглед на токсичността на олеандъра, токсиколозите Lanford и Boor стигат до извода, че освен децата, които могат да са под най-голям риск, „смъртността при хората, асоциирана с консумиране на олеандър е като цяло много ниска, дори при случаите на умишлена консумация (опити за самоубийство)“.
В някои части на южна Индия и Шри-Ланка, поради лесния достъп до семената на олеандъра са докладвани самоубийства на хора, консумирали под формата на каша семена от сродното растение Cascabela Thevetia (Kaneru(S) කණේරු), т.нар. жълт олеандър.

## История
В книгата си „Изследване на Растенията“ от около 300 г. пр. Хр. Теофраст е описал (между растенията, които влияят на ума) храст, който нарича onotheras, който съвременните редактори превеждат като олеандър. „Коренът на олеандъра потопен във вино“, твърди той, „смекчава разположението на характера и развеселява“.
Олеандърът е официалното цвете на града Хирошима, като първото цвете, цъфнало след падането на атомната бомба през 1945.